# 北帰行殺人事件
『北帰行殺人事件』（ほっきこうさつじんじけん）は、西村京太郎の長編推理小説。1981年に光文社から刊行された。
十津川警部シリーズの名脇役である橋本豊が初登場する作品である。本作の概要は、のちの作品でも橋本の前科について触れられるたびに回想されている。ちなみに、この作品で橋本と知り合った青木亜木子は、後に橋本の恋人となった。
本作を原作として、テレビドラマ2作品が制作されている。

## あらすじ
十津川警部の部下・橋本豊刑事が辞職を申し出るところから物語は始まる。翌日、十津川は橋本を見送るため、亀井刑事とともに羽田空港に向かうが、なぜか橋本は現れない。二人が不審がっていると、後から追い付いてきた十津川の部下・西本刑事が上野駅で橋本らしき人物を目撃したと報告した。
話によると、橋本は青森行きの夜行列車「ゆうづる13号」に乗ろうとしていたらしい。
「なぜ、橋本が『ゆうづる』に? 青函連絡船にでも乗ろうとしているのだろうか?」と考え込んでしまう十津川。と、その脳裏にさっきまで読んでいた夕刊の記事が浮かび上がってきた。
【ゆうづる13号の車内で、男の全裸死体が発見された】
記事によると、被害者は都内に住む金子貢太郎（こうたろう）、25歳。車内のトイレで、全裸で後ろ手に縛られ、胸をナイフで一突きされた遺体で発見されたらしい。奇妙なことに、遺体の唇には口紅が塗られていた。
青森県警からの捜査要請を受け、十津川たちが金子の身辺調査にあたったところ、彼は自称実業家でどことなく怪しい人物だったらしい。彼の自宅を捜査した結果、口紅で「死ね」と書かれた脅迫状が発見された…。
一方、青函連絡船の船内で、雑誌記者の青木亜木子は西本功と名乗る人物と知り合いになる。その直後、救命ボートの中から全裸で後ろ手に縛られ、口紅を塗られた揚句ナイフで一突きにされた遺体が発見された。亜木子は「ゆうづる」車内での事件を思い出し、西本と名乗った人物に不審を抱くが、なにも証拠は得られない。被害者・佐々木学が東京出身だった事から、警視庁に捜査協力の要請が届いた。当然、十津川は「ゆうづる」の車内での事件を思い出し、2つの事件、そして消えた橋本元刑事の関連を考え始めていた。
佐々木の近況を調査した結果、婚約者と破局していたことが判明する。どうやら、婚約者に佐々木が女性問題を抱えていたことを告げた人物がいたらしい。その事から、十津川は過去数カ月に女性が自殺した事件を洗い直し、12月13日に小金井で自殺した古川みどりという20歳の女性にたどりついた。その後の調査で、なんと彼女の恋人が橋本であったことが判明する。そして、彼女が自殺した当時の状況から、彼女が何者かに集団でレイプされていたことも明らかになってきた。
その頃、札幌に到着した亜木子は西本と再会する。同時に鉄鋼業界のホープ・和田工業の社長、和田久志と知り合いになる。翌日、亜木子は橋本を追って札幌へとやってきた十津川・亀井と出会い、西本と名乗っていた男、橋本の素性を知った。東京で捜査を続けていた西本と桜井刑事の両名は、新宿のアンダーグラウンドを調べた結果、金子と佐々木、そして謎の人物3人の計5人がみどりを集団暴行したことを突き止める。はたして、一連の事件は復讐の鬼と化した橋本の犯行なのだろうか? それとも…。

## 登場人物

### 警視庁捜査一課
- 十津川省三
- 亀井定雄
- 西本明
- 桜井刑事
- 小川刑事
- 加島刑事

### 各都道府県警

#### 青森県警
- 江島警部

#### 北海道警
- 阿倍警部
- 江上道警本部長

### 事件関係者
- 橋本豊 -  元東京警視庁捜査一課勤務の刑事。古川みどりの恋人でもある。
- 青木亜木子 - 雑誌「旅窓」の記者。
- 和田久志 - 和田工業の社長。
- 古川みどり - 20歳の大学生。君島ら5人組に集団レイプされて自殺している。

### 暴行犯5人組
- 君島則史 - 無職。金回りが異常によく、仲間からは「社長」と呼ばれていた。5人のリーダー格。
- 金子貢太郎 - 虚業家。最初の犠牲者となる。
- 佐々木学 - 東西物産勤務のサラリーマン。2人目の犠牲者。
- 柴田邦彦 - 大学生。3人目の犠牲者。雪の中に生き埋めにされる。実家が網走にある。
- 市川三郎 - 無職。チンピラ崩れ。4人目の犠牲者で、一番壮絶な殺され方をした。

### その他
※ 橋本は、これらの関係者を順繰りに尋問することで、恋人が自殺した事件の真相を知った。
- 木村友彦 - 通称「キー坊」。チンピラ崩れ。捜査に協力する。
- 「健ちゃん」 - スナック「ベラミ」のバーテンダー。捜査に協力。
- 雀荘「四暗刻」（シーアンコー）の常連 - 本名不明。捜査に協力する。以前、橋本に暴行されたらしい。
- 鈴木弓子 - トルコ風呂の従業員。市川の愛人。いやいやながらも捜査に協力する。

## テレビドラマ

### 1982年版
『西村京太郎トラベルミステリー3・北帰行殺人事件』は、テレビ朝日系列の2時間ドラマ「土曜ワイド劇場」（毎週土曜日21:02 - 22:51）で1982年4月17日に放送された。
ABC制作。
- 十津川警部 - 三橋達也
- 亀井刑事 - 綿引勝彦
- 橋本豊 - 沖雅也
- 青木亜木子 - 樋口可南子
- 和田久志 - 垂水悟郎

### 2004年版
『西村京太郎トラベルミステリー42・北帰行殺人事件 口紅を塗られた男の死体が三つ! 超豪華寝台カシオペアと特急オホーツクが結ぶ殺人トリック』は、テレビ朝日系列の2時間ドラマ「土曜ワイド劇場」（土曜日21:00 - 23:21）で2004年11月6日に放送された。
- 十津川警部 - 高橋英樹
- 橋本豊 - 賀集利樹
- 亀井刑事 - 愛川欽也
- 君島圭子 - 坂口良子
- 和田久志 - 寺泉憲